# Okręg wyborczy Chifley
Okręg wyborczy Chifley (ang. Division of Chifley) – jednomandatowy okręg wyborczy do Izby Reprezentantów Australii, zlokalizowany w zachodniej części Sydney. Powstał w 1969 roku, a jego patronem jest były premier Australii Ben Chifley. Okręg jest uważany za absolutny bastion Australijskiej Partii Pracy, która ani razu nie przegrała w nim wyborów. 

## Lista posłów
| okres urzędowania | poseł         | przynależność             |
| ----------------- | ------------- | ------------------------- |
| 1969-1983         | John Armitage | Australijska Partia Pracy |
| 1983-1984         | Russ Gorman   | Australijska Partia Pracy |
| 1984-2010         | Roger Price   | Australijska Partia Pracy |
| od 2010           | Ed Husic      | Australijska Partia Pracy |

źródło: 

## Dawne granice

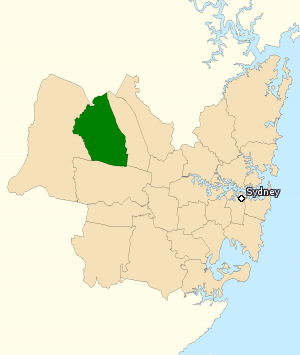
Okręg w granicach z 2010 roku